# Ентърпрайз (Орегон)
Вижте пояснителната страница за други значения на Ентърпрайз.
Ентърпрайз (на английски: Enterprise) е град в окръг Уолоуа, щата Орегон, САЩ. Ентърпрайз е с население от 1895 жители (2000) и обща площ от 3,8 km². Намира се на 1145,1 m надморска височина. ЗИП кодът му е 97828, а телефонният му код е 541.